# Бої за Новосвітлівку та Хрящувате
Бої за Новосвітлівку та Хрящувате — серія боїв за смт. Новосвітлівку та с. Хрящувате у серпні 2014 року під час війни на сході України, контроль над якими був частиною операції Збройних сил України з оточення Луганська, що на той час контролювався проросійськими силами. Через Новосвітлівку і Хрящувате проходить важлива траса М04 Луганськ — Краснодон, що була однією з головних магістралей постачання проросійським бойовикам зброї та живої сили з Російської Федерації.
Українські війська оволоділи населеними пунктами в середині серпня 2014 року, проте вже у 20-х числах були вибиті звідти силами вторгнення російської регулярної армії.

## Передумови та мета
Українським військам була поставлена задача перекрити можливі поставки підкріплень до бойовиків, закривши трасу М04. Бійцям «Айдару» пообіцяли, що після зайняття селища наступною операцією буде звільнення Луганська.
Штурм Хрящуватого 13 серпня 2014 призвів до оперативного оточення Луганська і створив умови для звільнення міста надалі.

## Сили сторін
Українські сили у Новосвітлівці мали 2 танки: Т-64БВ і Т-64 «Булат». Згідно зі спостереженнями місцевих жителів, у Новосвітлівці перебувало сумарно близько 150 чоловік українських військовиків.
Російські війська, за словами десантника, мали 14 танків. Під Новосвітлівкою діяли підрозділи армійської розвідки 18-ї мотострілецької бригади — неподалік селища був знищений їх БТР-82А. Розвідники 15-ї мотострілецької бригади і САУ 2С3 «Акація», ймовірно 136-ї мотострілецької бригади, були зафіксовані під Новоганнівкою.
Позиції російської артилерії розміщувалися неподалік с. Придорожне.

## Бойові дії
7 серпня 2014 року почалися бої, в яких українські війська зробили спробу вибити проросійські формування бойовиків ЛНР з Новосвітлівки. 8 серпня в бою загинув солдат 1-ї танкової бригади Сергій Александренко.
- Згідно даних СБУ, два члени ПВК Вагнера загинули 7 серпня 2014 під Хрящуватим — Ілля Бездека та Олексій Зарудний.[10]

13 серпня зранку колона українських військ почала марш на Хрящувате. Колона складалася з кількох танків та БМП 24-ї бригади, та десятка вантажівок «Айдару» і легковиків, і розтягнулася на понад кілометр. Приблизно об 11:00 ранку, при русі по полю, БМП в голові колони підірвалася на фугасі. Колона автотехніки позаду мала зупинитися, зупинка виявилася прямо посеред одного з крутих підйомів на пагорб серед поля.
13 серпня у Хрящувате увійшли частини 2-ї роти батальйону «Айдар» під командуванням Ігоря Лапіна. Один з будинків був зайнятий як опорний пункт.
14 серпня Новосвітлівку вдалося взяти під контроль українським силам, у нього зайшли підрозділи 24-ї механізованої, 80-ї аеромобільної бригад і батальйону «Айдар». Територія селища була поділена на три сектори — «Луна-1», «Луна-2» і «Луна-3». 80-та аеромобільна зайняла позицію «Луна-2» — у центрі Новосвітлівки, біля селищного Палацу культури. У той же день проросійськими силами було завдано удар керованим снарядом з наводкою по випроміненню командирської радіостанції на позиціях 80-ї бригади. Від удару загинуло 6 чоловік: лейтенант 80-ї бригади Назар Пасельський і 5 вояків 24-ї бригади, серед яких був командир роти Валерій Бондаренко.
На північних околицях Новосвітлівки було знищено танк Т-72 проросійських формувань.
14 серпня 2014 року, о 6:00 ранку, на український підрозділ під Хрящуватим в атаку пішли проросійські сили у складі 2 танків і піхоти, за словами Ореста Каракевича, — російського спецназу. Орест з побратимом «Старшиною» зупинив піхоту вогнем підствольних гранатометів, боєць Микола Борода («Пітбуль») кулеметним вогнем відсік решту піхоти, через що ворожі танкісти розгубились. Ігор Філіпчук  підбив один з танків — для цього він тричі виходив із укриття, та здійснював постріл із РПГ, за третім разом вже пошкоджений танк здійснив постріл у відповідь, через який Ігор загинув. Другий танк було знешкоджено мінометним вогнем під командуванням Миколи Молотка. Внаслідок бою командир батальйону та заступник були поранені, загинуло 8 бійців «Айдару».
В наступні дні Хрящувате зазнавало обстрілів з САУ, танків, мінометів та «Градів».
16 серпня Хрящувате зазнало обстрілу з артилерії проросійськими силами, що призвело до значних руйнувань.
17 серпня, за повідомленням «Еспресо», тривала зачистка селища від проросійських сил, було взято під контроль ділянку траси М04, що є черговим етапом відсікання Луганська від решти території, контрольованої проросійськими угрупованнями.
18 серпня проросійські бойовики ЛНР обстріляли колону біженців на трасі Новосвітлівка-Хрящувате. Внаслідок обстрілу загинуло не менше 17 цивільних, 6 — зазнали поранення.
Того дня Сергій Климчук переносив поранених побратимів в укриття під мінометним обстрілом, загинув від осколкового поранення в голову.
20 серпня 2014 року поблизу селища Хрящувате терористи обстріляли автомобіль, в якому їхала сім'я вимушених переселенців. Очевидці повідомили, що автомобіль  їхав з великим білим прапором, але це бойовиків не зупинило. Андрій Лисенко: «Бойовики стріляли з боку селища Самсонівського Краснодонського району. В автомобілі перебувала сім'я з п'ятирічною дитиною. Чоловік і дитина загинули на місці. Жінка померла на руках українських військових медиків».
21 серпня відбулася чергова спроба проросійських сил захопити Новосвітлівку.
22 серпня Новосвітлівка та Хрящувате зазнали потужного обстрілу системами залпового вогню, зокрема «Ураганами», та важкою бронетехнікою, внаслідок чого українські формування, зокрема батальйон «Айдар», були змушені відступити. Місцевий житель на ім'я Сергій розповів, що позиції російської артилерії були на пагорбах біля селища, в районі сіл Пархоменко та Білоскелюватого. Після побаченого на власні очі обстрілу свого селища, він покинув лави проросійських бойовиків.
24 серпня з самого ранку почався потужний півторагодинний артилерійський обстріл селища. Українські бійці мали залишити спостережні пункти і сховатися в укриттях. За словами спостерігачів, що залишилися, під час артилерійського обстрілу Новосвітлівки, полями в обхід селища пройшов довжелезний російський конвой. Таким чином, задачу з перекриття шляху поставок було не виконано.
25 серпня 2014 року на Youtube з'явилося відео, на якому на залізничному переїзді неподалік села Лисе, що в 5 км від Новосвітлівки, зняті танки Т-90А, імовірно 136-ї мотострілецької бригади Збройних сил РФ, а також бойові машини БМП-2 і десантні БМД-2.
26 серпня почалася танкова атака російських сил на Новосвітлівку. Танки супротивника методично відпрацьовували боєкомплект по позиціях українських сил. При спробі вивести танк «Булат» з укриття для вогню у відповідь, той, виїхавши за ріг будівлі, одразу отримав кумулятивний заряд у башту і вибухнув через кілька хвилин від детонації боєкомплекту. Екіпаж встиг покинути танк перед детонацією, навіднику обпекло руки та обличчя. Після танкової атаки почався артилерійський обстріл, за свідченням десантника працювала артилерія надпотужних калібрів понад 200мм, імовірно 2С7 «Піон».  Згідно свідчення місцевих жителів, атака тривала 12 годин.
- Згідно даних СБУ, два члени ПВК Вагнера загинули 26 серпня 2014 під Хрящуватим — Володимир Кальманов та Сергій Кривун.[10]

26 серпня Василь Пелиш з товаришами віз УАЗом до найближчого медичного пункту важко пораненого в живіт побратима. На трасі у районі Новосвітлівка — Хрящувате в автомобіль влучило снарядом, від вибуху загинули усі окрім Василя. Василь потрапив до полону, де йому відтяли руку за татуювання з тризубом. Підполковник 24-ї бригади Владислав Веливок, рятуючи побратимів, під обстрілом артилерії вивозив поранених. Осколки «града» влучили в його «Урал», у бою поліг сержант Ігор Гнівушевський.
28 серпня десантники на залишках бронемашин відступили з Новосвітлівки, командування наказало повернутися до Луганського аеропорту. Виходили полями, під час відходу їм сприяв густий туман. 29 серпня комбат «Айдару» Сергій Мельничук підтвердив, що батальйон покинув селище.

## Наслідки
Восени 2014 року неподалік селища було зафіксовано солдата військ ППО 33-ї мотострілецької бригади РФ Євгена Шершньова.
- Розбитий Палац культури у Новосвітлівці, позиція «Луна-2». Серпень 2015.

## Втрати
Російські
| Прізвище, ім'я, по-батькові                              | Звання | Дата смерті    | Формування |
| -------------------------------------------------------- | ------ | -------------- | ---------- |
| Хусаїнов Денис Назимович (рос. Хусаинов Денис Назимович) |        | 14 серпня 2014 | 18 ОМСБр   |

## Матеріали
- Інтерв'ю з окупантом: механік водій БМД в боях за Новосвітлівку. mil.in.ua. Український мілітарний портал. 10 травня 2019. Архів оригіналу за 11 травня 2019. Процитовано 11 травня 2019.